# Parc eco-industrial

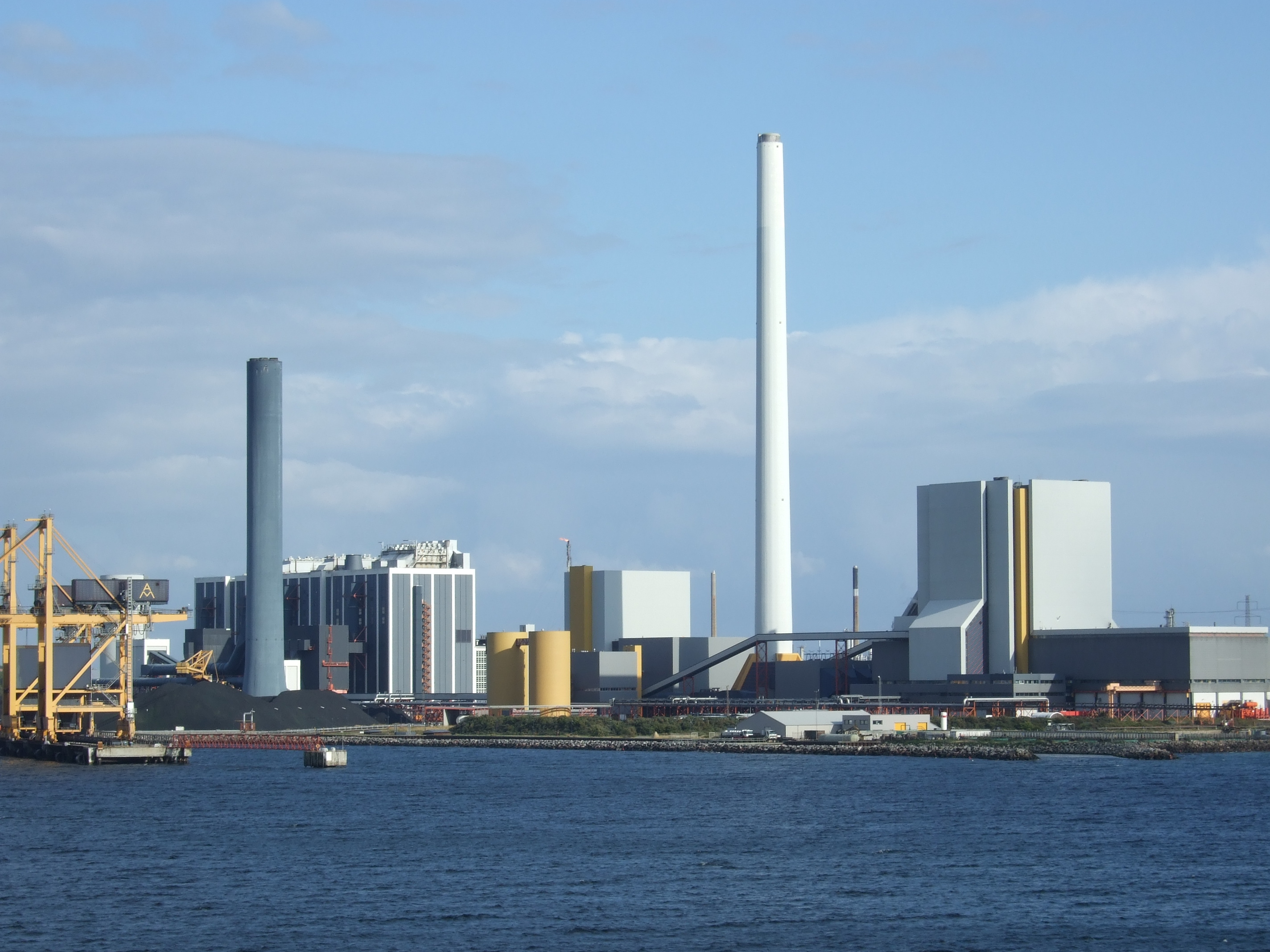
Imagine cu parcul eco-industrial Kalundborg

Parcul eco- industrial (PEI) este un parc industrial în care întreprinderile cooperează atât între ele, cât și cu comunitatea locală în încercarea de a reduce cantitatea de deșeuri și poluarea, de a împărți în mod eficient resursele (cum ar fi informații, materiale, apă, energie, infrastructură și resurse naturale), și de a contribui la realizarea dezvoltării durabile, în scopul majorării câștigurilor economice și îmbunătățirii calității mediului. Un PEI poate fi, de asemenea, planificat, proiectat și construit în așa fel încât să faciliteze cooperarea dintre întreprinderi, ducând la un proiect mai solid din punct de vedere financiar si ecologic pentru investitor.
Manualul parcului eco-industrial precizează că „un parc eco-industrial este o comunitate de înteprinderi de producție sau de servicii ce se află pe o proprietate comună. Membrii caută maximizarea performanțelor ce țin de factorii de mediu, economici și sociali prin colaborare în gestionarea problemelor de mediu și a resurselor”.
Bazate pe conceptele ecologiei industriale, strategiile de colaborare nu includ doar subproduse sinergice (schimburi de "deșeuri alimentare" ), ci și revărsarea de ape reziduale, logistică , facilități de livrare și primire a mărfurilor, parcarea în spații comune, tehnologia și achiziția ecologică, sisteme energetice raionale și centre locale de resurse pentru educație . Aceasta este aplicarea unei abordări sistematice, în care proiectele și procesele / activitățile sunt integrate pentru a răspunde mai multor obiective.
PEI poate fi elaborat drept proiect pentru terenuri virane, unde scopul eco-industrial este prezent pe parcursul fazelor de planificare, proiectare și construcție a sitului, sau dezvoltat prin remodelări și noi strategii în dezvoltarea industrială existentă.

## Exemple

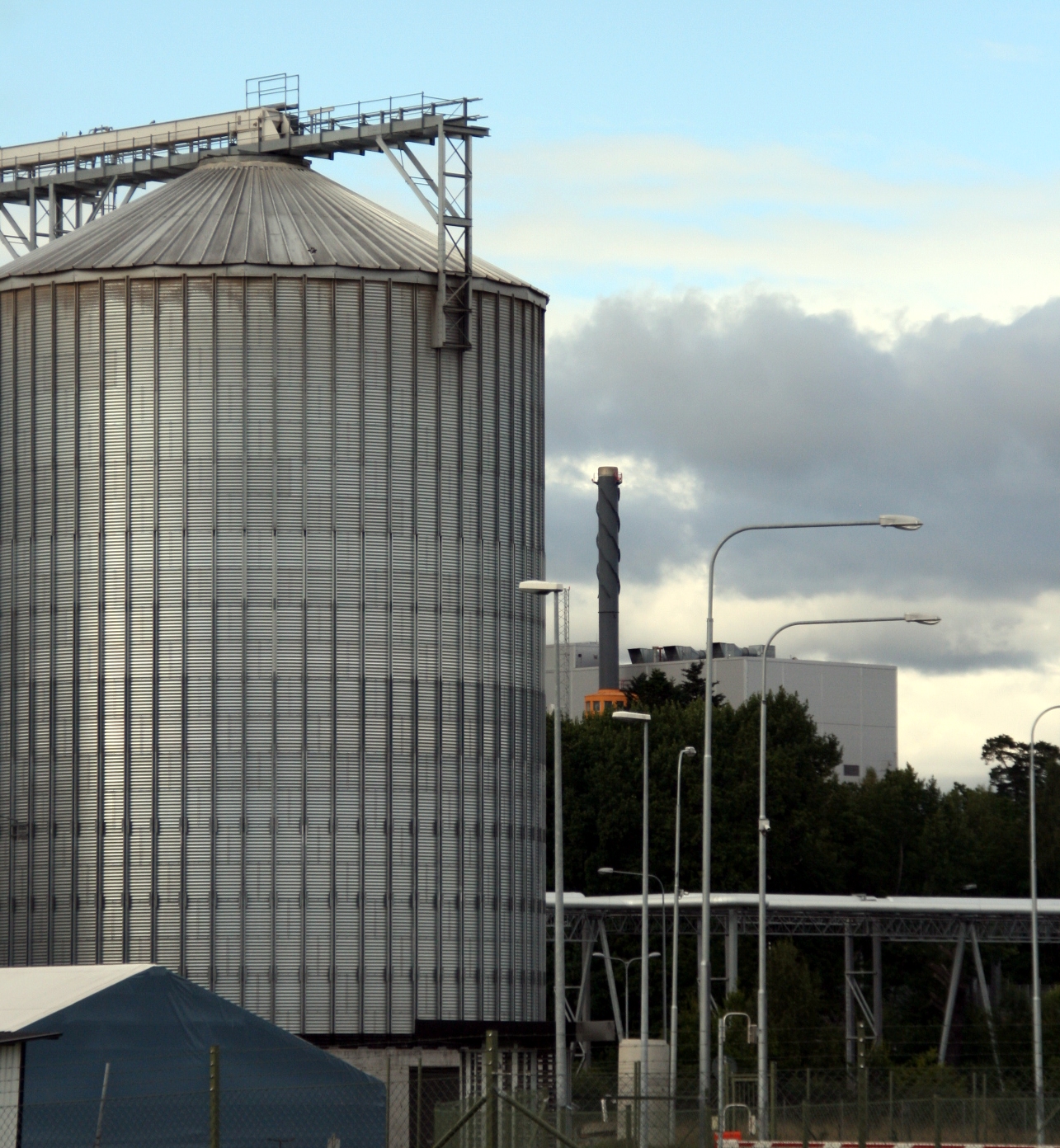
Exemplu de simbioză industrială. Aburul risipit de la un incinerator de deșeuri (dreapta) este transportat către o fabrică de etanol (stânga) contribuind la procesul de producție al acesteia.

„Simbioza industrială” este un concept adiacent, dar mai limitat, în care companiile dintr-o regiune colaborează pentru a utiliza subprodusele celorlalte companii sau pentru a-și împărți resursele. În Kalundborg, Danemarca o rețea simbiotică leagă de comunitate și de alte companii o centrală energetică pe bază de cărbune, având o capacitate de 1500MW. Surplusul de căldură emanat de această centrală electrică este folosit pentru încălzirea atât a 3500 de case din localitate, cât și a unei ferme piscicole din apropiere, al cărei nămol este mai apoi vândut ca îngrășământ. Aburul produs de centrala electrică este vândut către Novo Nordisk, un producător de medicamente și enzime, și către fabrica Statoil. Această reutilizare a căldurii reduce cantitatea de poluare termică ce se răsfrânge asupra fiordului din apropiere. În plus, un subprodus al dioxidului de sulf epurat din centrală conține gips, care este vândut unui producător de plăci din fibră. În acest fel este satisfăcută aproximativ toată nevoia de gips a producătorului, reducându-se astfel nevoia de exploatare la suprafață . În plus, cenușa zburătoare și clincherul de la centrala electrică sunt utilizate la construirea de drumuri și producția de ciment.
Simbioza industrială de la Kaldunborg nu a fost așa de la început, ci a evoluat treptat. Odată ce reglementările de mediu au devenit mai stricte, firmele au fost motivate să reducă costurile de conformitate, și să își transforme subprodusele în bunuri economice.
În Canada, parcurile eco-industriale există în întreaga țară, acestea bucurându-se de un oarecare succes. Cel mai cunoscut exemplu este parcul Burnside din Halifax, Noua Scoție. Prin sprijinul primit de la Centrul de Eficiență Ecologică al Universității Dalhousie, mai mult de 1.500 de firme și-au îmbunătățit performanțele de mediu și au dezvoltat parteneriate profitabile. Ulterior, în Alberta au fost demarate două parcuri industriale de tip greenfield: parcul eco-industrial TaigaNova se află în inima nisipurilor petrolifere din Athabasca, în timp ce parcul eco-industrial Innovista este o poartă de acces către Munții Stâncoși, la 300 km vest de orașul Edmonton.
În 2015 , Organizația Națiunilor Unite pentru Dezvoltare Industrială din Vietnam a întocmit  o listă cu Parcurile Eco-Industriale din Comunitatea Economică ASEAN (Asociația Națiunilor din Sud-Estul Asiei) într-un raport intitulat "Zone Economice în ASEAN Arhivat în 30 septembrie 2020, la Wayback Machine.", scris de Arnault Morisson.

## Alte utilizări
PEI se referă, de asemenea, la parcurile industriale în cazul cărora a fost folosită o abordare ecologică în ceea ce privește infrastructura și dezvoltarea sitului. Aceasta poate include infrastructura ecologică referitoare la Sistemele de Energie Regenerabilă; gestionarea apelor pluviale, a apelor subterane și a apelor uzate ; căi de rulare ; și gestionarea cererilor în ceea ce privește transportul . Practicile clădirilor verzi pot fi atât încurajate,  cât și mandatate.
Parcurile eco-industriale sunt adesea folosite drept stimulent pentru diversificarea economică în cadrul comunității sau a regiunii în care sunt situate. Întreprinderi principale, precum producătorii de bioproduse sau producătorii de energie din deșeuri , etc., pot atrage întreprinderi complementare în calitate de furnizori, gunoieri / reciclatori, furnizori de servicii, utilizatori din aval și alte întreprinderi care ar putea beneficia de strategiile eco-industriale.

## Utilizare recomandată
Se recomandă ca parcurile eco-industriale să fie utilizate ca mijloc de dezvoltare a sectorului energiei regenerabile. În cazul unei fabrici de panouri solare fotovoltaice, un parc eco-industrial poate spori eficiența producției pentru a o face mai economică, reducând în același timp impactul ecologic al producerii celulelor solare. În esență, acest lucru ajută la dezvolatarea industriei energiei regenerabile și la oferirea de beneficii de mediu care vin odată cu înlocuirea combustibililor fosili.   

## Legături externe
- Eco-Industrială De Dezvoltare A Rețelei
- Simbioza Industrială
- Ecologie industrială Wiki - Depozit de informații despre Eco-Parcuri Industriale din întreaga lume Arhivat în 4 martie 2016, la Wayback Machine.
- Indigo Dezvoltarea Eco-Parcul Industrial pagină și manualul
- Existente și în curs de Dezvoltare Eco-Parcul Industrial site-Uri din SUA
- Simbioza Industrială Cronologie
- Simbioza industrială în Acțiune
- Zero Emisii De Cercetare Și Inițiative
- TaigaNova Eco-Parc Industrial în Fort McMurray, AB, Canada
- Innovista Eco-Parc Industrial în Hinton, AB, Canada
- Eco-Eficiența Centrul în Burnside, Nova Scotia, Canada Arhivat în 1 iunie 2013, la Wayback Machine.
- CleanTech Parc din Singapore
- Europene Pei/EEPAs
- Nimpo ECO-Parcul Industrial Arhivat în 11 aprilie 2018, la Wayback Machine.